# Rue des Deux-Portes-Saint-Jean
La rue des Deux-Portes, ou rue des Deux-Portes-Saint-Jean, est une ancienne voie de Paris qui était située dans l'ancien 7e arrondissement et qui a été absorbée par la rue des Archives, le Bazar de l'Hôtel de Ville et la rue de Rivoli.

## Situation
Située dans l'ancien 7e arrondissement, quartier du Marché-Saint-Jean, la rue des Deux-Portes-Saint-Jean, d'une longueur de 85 mètres, commençait aux 35-37, rue de la Tixéranderie et finissait aux 29-33, rue de la Verrerie.
Les numéros de la rue étaient noirs. Le dernier numéro impair était le no 9 et le dernier numéro pair était le no 6.

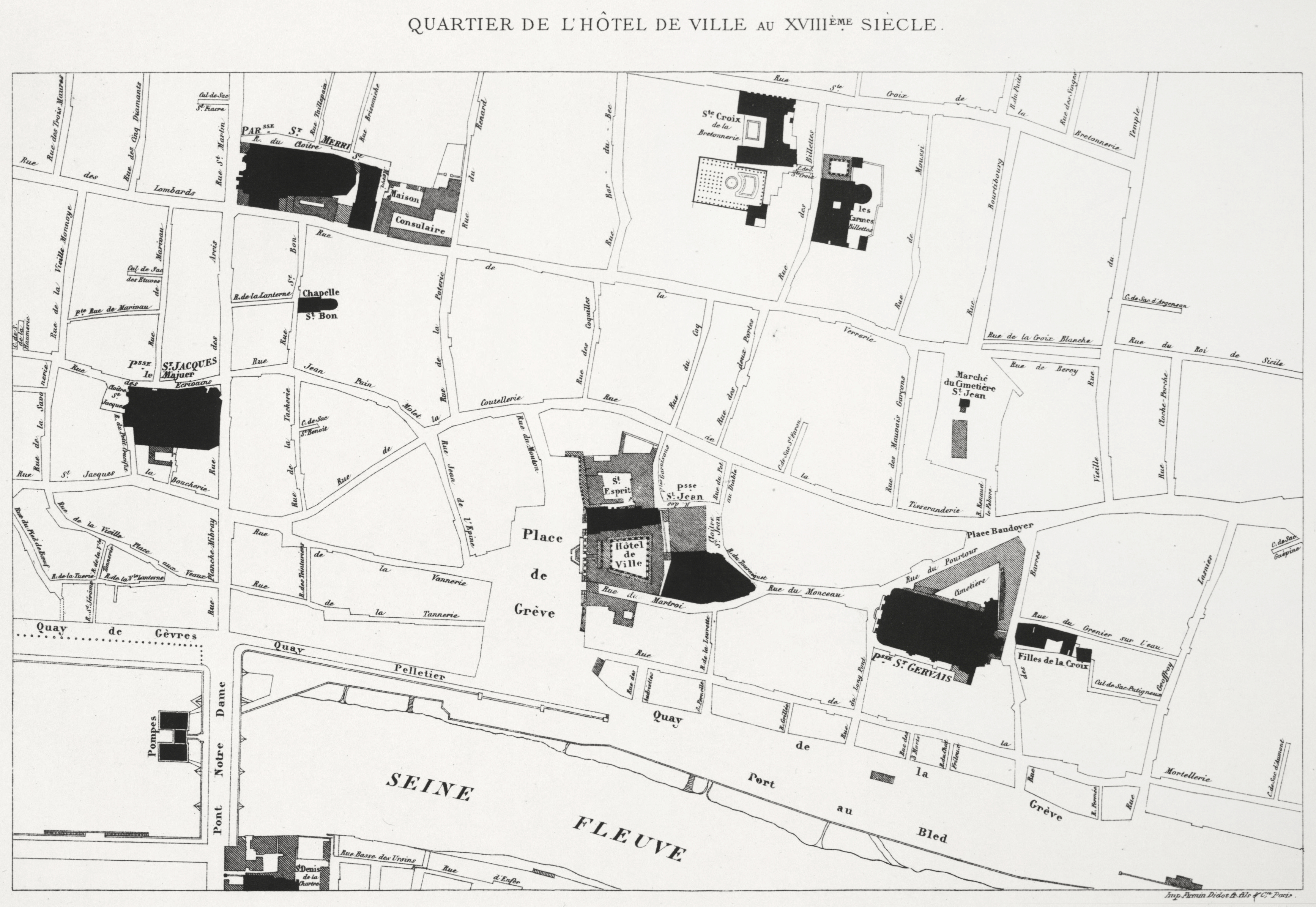
Quartier de l'Hôtel-de-Ville au XVIIIe siècle.

## Origine du nom
Cette rue doit son nom aux portes qui la fermaient autrefois à ses extrémités, et non aux portes d'une ancienne enceinte, comme l'ont prétendu plusieurs écrivains.

## Historique
Elle était appelée en 1281 « rue Entre-Deux-Portes » et en 1300 « rue des Deux-Portes » ou « rue de la Galiace ».
Elle est citée dans Le Dit des rues de Paris de Guillot de Paris sous le nom « rue à Deux Portes ».
Elle est citée sous le nom de « rue des Deux portes » et également de « rue Galliasse » dans un manuscrit de 1636 dont le procès-verbal de visite, en date du 22 avril 1636, indique : « que nous avons trouvé la plus grande partie salle et pleine de boues et d'immundices ».
L'épithète « Saint Jean » renvoie à l'église de la paroisse voisine Saint-Jean-en-Grève, sur la place de laquelle la rue conduisait vers le sud une fois franchie la rue de la Tixéranderie.
Elle débouchait dans la rue de la Tixéranderie sous l'arcade d'une maison.
Au milieu de la rue, la rue s'écartait des deux côtés pour former une placette.
Une décision ministérielle, du 28 brumaire an VI (18 novembre 1797), signée Letourneux, fixe la largeur de cette voie publique à 6 mètres.
Un décret du 23 mai 1850 déclare d'utilité publique l'ouverture d'une rue, l'actuelle rue de Rivoli. Ce même décret prévoit la suppression de la rue des Deux-Portes et son remplacement par une nouvelle voie de 15 m de large dans le prolongement de la rue des Billettes.
Xavier Ruel fonde un magasin à l'angle de la rue de Rivoli et de la rue des Deux-Portes. Ce magasin devient plus tard le Bazar de l'Hôtel de Ville. Ces deux rues font partie de la rue des Archives depuis 1890. La partie nord de la rue fait aujourd'hui partie de la rue des Archives, sa partie centrale est occupée par le Bazar de l'Hôtel de Ville et sa partie sud par la rue de Rivoli.